# Lorena Miranda

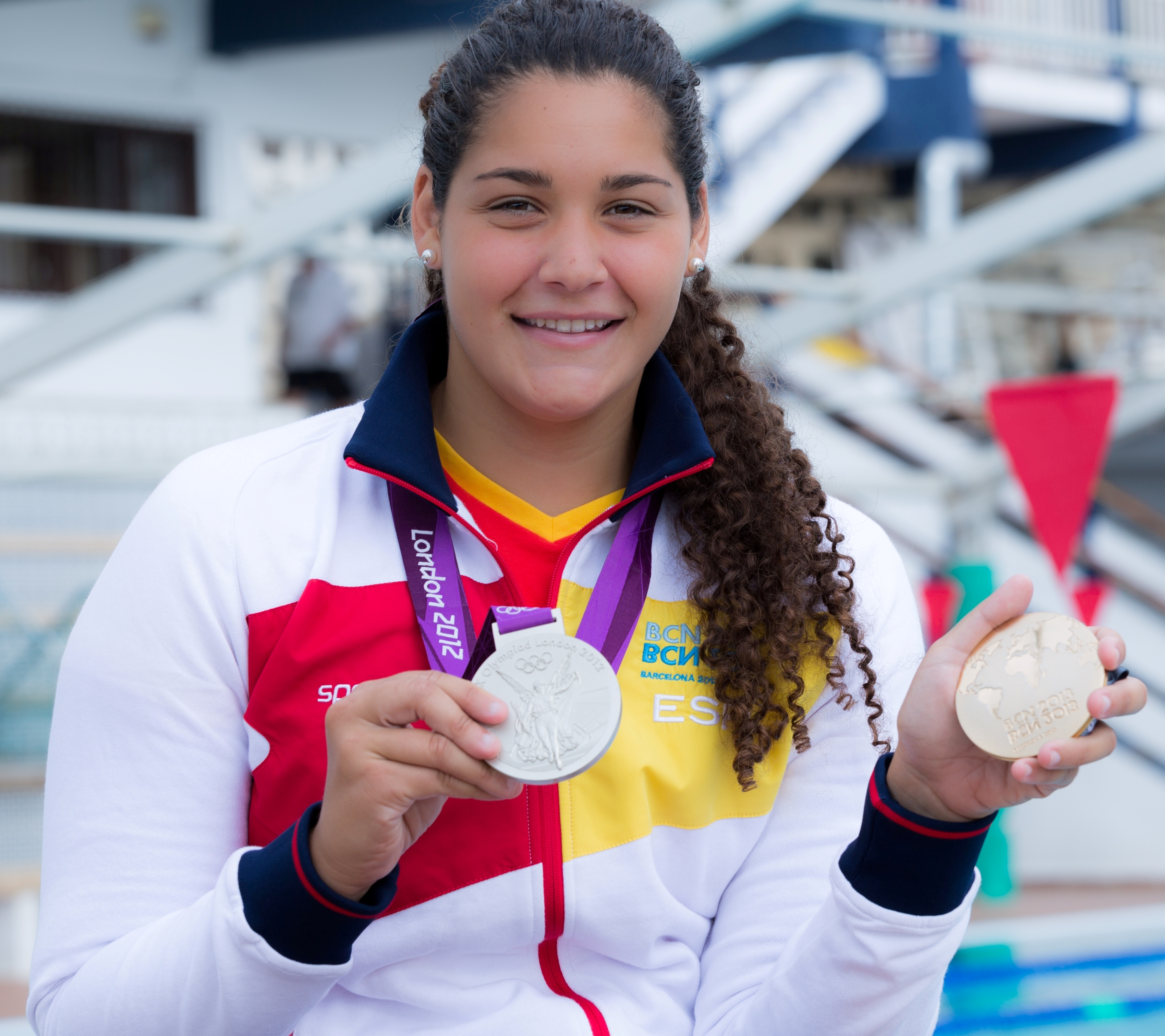
Lorena Miranda und ihre Olympiamedaille

Lorena Miranda Dorado (* 7. April 1991 in Ceuta) ist eine ehemalige spanische Wasserballspielerin. Sie gewann mit der spanischen Nationalmannschaft 2012 eine olympische Silbermedaille. 2013 war sie Weltmeisterin und 2014 Europameisterin.

## Sportliche Karriere
Die 1,74 Meter große Lorena Miranda spielte beim Club Waterpolo Dos Hermanas in Sevilla.
2011 bei der Weltmeisterschaft in Shanghai verfehlte die spanische Mannschaft das Viertelfinale und wurde Elfte. Zwei Monate später gewann Miranda mit der U21-Nationalmannschaft den Titel bei der Juniorinnen-Weltmeisterschaft.
Im Jahr darauf gewannen die Spanierinnen bei den Olympischen Spielen 2012 in London ihre Vorrundengruppe vor dem US-Team, wobei der direkte Vergleich 9:9 endete. Mit Siegen über die Britinnen im Viertelfinale und über die Ungarinnen im Halbfinale erreichte die spanische Mannschaft das Finale gegen das US-Team. Diesmal gewannen die Amerikanerinnen mit 8:5. Lorena Miranda warf im Viertelfinale gegen die Britinnen zwei Tore. 2013 trafen bei der Weltmeisterschaft in Barcelona die Spanierinnen und das US-Team bereits im Viertelfinale aufeinander und die Spanierinnen gewannen mit 9:6. Mit einem 13:12-Halbfinalsieg über Ungarn und einem 8:6-Finalsieg gegen Australien gewannen die Spanierinnen den Weltmeistertitel. Miranda warf zwei Tore. 2014 bei der Europameisterschaft in Budapest gewannen die Spanierinnen ihre Vorrundengruppe wegen der besseren Tordifferenz trotz einer Niederlage gegen die Russinnen. Mit Siegen über die Ungarinnen im Halbfinale und die Niederländerinnen im Finale erspielten sich die Spanierinnen den Europameistertitel. Miranda erzielte im Finale einen Treffer.
Lorena Miranda hat ein Sportstudium an der Universität Pablo de Olavide in Sevilla abgeschlossen und ist ausgebildete Trainerin.